# Technip
Cet article concerne l'ancienne entreprise Technip active de 1958 à 2017. Pour l'entreprise issue de la fusion avec FMC, voir TechnipFMC. Pour la nouvelle entreprise française créée en 2021, voir Technip Energies.
Technip est une entreprise française présente de 1958 à 2021 dans le management de projets, l’ingénierie et la construction pour l’industrie de l’énergie (pétrole, gaz, éolien), et moindrement de la chimie.
L'entreprise est présente dans 48 pays et cotée au marché NYSE Euronext Paris et au marché hors cote américain en tant qu’American Depositary Receipt (ADR : TKPPK).
À la suite de sa fusion avec l'entreprise texane FMC Technologies, l'ensemble devient TechnipFMC en 2017. Le groupe se divise en 2021 et une nouvelle société est créée : Technip Energies.

## Présentation
Technip dispose d’infrastructures industrielles et d’une flotte de navires spécialisés dans l’installation de conduites et la construction sous-marine, lui permettant notamment d'effectuer des développements sous-marins profonds et de mettre en place des infrastructures en mer et sur terre.

## Histoire

### 1958: création de Technip
Technip est créé par l'Institut français du pétrole (IFP) en 1958. Dans les années 1960, la société réalise ses premiers projets internationaux en Afrique et en Asie.
Dans les années 1970, Technip devient un groupe international avec l'acquisition d'un bureau à Rome et la création de Technip Géoproduction, filiale spécialisée dans les équipements de gisement d'hydrocarbures.
Dans les années 1980, Technip ouvre des centres d'exploitation à Kuala Lumpur et à Abu Dhabi. Technip  acquiert plusieurs sociétés avec une forte expertise technologique : Speichim, Krebs et KTI. Déjà établie aux États-Unis, KTI permet à Technip de s'implanter en Amérique du Nord. 
Dans les années 2000, Technip fusionne avec Coflexip, qui vient d'acquérir la division Deepwater Aker Maritime. Le groupe est maintenant l'une des cinq premières entreprises dans le monde entier dans l'ingénierie, la technologie et les services pour l'industrie de l'énergie. De nombreux grands contrats sont signés, notamment au Moyen-Orient dans le gaz naturel liquéfié (GNL), les secteurs de l'éthylène et de raffinage.
En 2012, Technip remporte, au côté d'Areva et de Iberdrola, un appel d'offres concernant un projet de 100 éoliennes en mer pour le champ de Saint-Brieuc au nord de la Bretagne.
Le 6 juillet 2015, le groupe pétrolier français annonce un plan d'économies de 830 millions d'euros pour faire face aux baisses des investissements dans le secteur, induisant environ 6 000 suppressions de postes entre 2016 et 2017, soit environ 15 % des effectifs de l'entreprise.  

### 2016: fusion avec FMC Technologies
Dans ce contexte de repli des investissements dans le secteur pétrolier, Technip annonce en mai 2016 sa fusion avec FMC Technologies, une entreprise concurrente américaine. Le nouvel ensemble, TechnipFMC est basé à Houston, Paris et Londres et sera dirigé par le PDG de FMC Technologies, Doug Pferdehirt, alors que le dirigeant de Technip, Thierry Pilenko est nommé président executif. Les actionnaires de Technip et de FMC Technologies recevront 50 % chacun de TechnipFMC,. 

### 2019: scission de Technip et de l'américain FMC
En août 2019, deux ans seulement après sa création, Doug Pferdehirt annonce que TechnipFMC sera divisée en deux entreprises d'ingénierie indépendantes. La scission sera complétée à la fin du premier semestre de 2020. 
L'ancienne entité Technip, dégarnie des activités Subsea et de sa flotte, sera renommée Technip Energies, alors que l'ancienne entité FMC Technologies renforcée des activités Subsea et de la flotte de bateaux gardera le nom TechnipFMC. Le 15 mars 2020, le groupe annonce la suspension de la scission en raison des conditions de marché dans le contexte de la pandémie de Covid-19.

### Controverse
En juin 2010, en vertu de l'extraterritorialité du droit américain, Technip plaide coupable auprès de la FCPA et de la SEC pour des faits de corruption dans un contrat de construction d'une usine de gaz naturel liquéfié au Nigeria. Entre 1995 et 2004, elle est liée à trois autres entreprises Kellogg Brown & Root (KBR), ENI l'entreprise italienne de gaz, et la Japan gaz corporation (JGC), dans l'obtention de contrats avec des pratiques de corruption pour un montant de contrat total de 6 milliards de dollars. Les quatre entreprises devront chacune verser aux autorités américaines des amendes. Technip versera un total de 338 millions de dollars à la justice américaine (240 millions de dollars à la FCPA et 98 millions de dollars à la SEC).
En mars 2016, Technip fait partie des entreprises internationales soupçonnées d'être impliquées dans une affaire de corruption massive en Irak via l'entreprise monégasque Unaoil à la suite des révélations de l'enquête menée par Fairfax Media et The Huffington Post.
La firme accepte en 2019 de verser 300 millions de dollars aux autorités américaines et brésiliennes pour clore des enquêtes relatives à des faits de corruption.
Confrontée à de mauvais résultats économiques, l'entreprise entreprend de se réorganiser notamment à partir de 2018, ce qui semble avoir entrainé une augmentation de la souffrance au travail au niveau du siège, avec plusieurs suicides. Plusieurs milliers d’emplois devaient être supprimés, dont 700 pour le seul siège parisien. Les syndicats dénoncent le gel des salaires depuis deux ans.

## Organisation
Thierry Pilenko est le président-directeur général de Technip à partir de 2007 , et jusqu'en 2017. La direction sera assurée par l'américain Doug Pferdehirt à la suite de la fusion avec FMC Technologies. 
En octobre 2007, l’organisation opérationnelle de Technip a évolué pour accompagner sa stratégie : les activités commerciales, la prospection, les projets, les ressources d’ingénierie et de construction, l’ensemble des actifs opérationnels et les ressources de support et de développement des technologies sont désormais regroupés sous l’autorité du directeur général.
Sept unités opérationnelles régionales pleinement responsables de leurs résultats ont été créées[réf. souhaitée] : Amérique du Nord, Asie-Pacifique, Brésil, Mer du Nord-Canada, Moyen-Orient, Région A (Europe de l'Ouest, Afrique), Région B (Italie, Europe de l'Est, Russie, Amérique du Sud). Elles reçoivent l’appui de lignes de produits mondiales. Une business unit intégrée, dédiée au subsea a été mise en place dans le groupe. Les régions, lignes de produits et business unit sont rattachées au directeur général.
L'ancienne entité Technip, à la suite de la scission de TechnipFMC, sera renommée Technip Energies.

## Données financières et boursières
Source : page des relations investisseurs sur le site du groupe.

### Données financières
| Années                        | 2006    | 2007    | 2008    | 2009    | 2010    | 2011    | 2012    | 2013    | 2014     | 2015     |
| ----------------------------- | ------- | ------- | ------- | ------- | ------- | ------- | ------- | ------- | -------- | -------- |
| Chiffre d'affaires            | 6 926,5 | 7 886,5 | 7 481,4 | 6 456,0 | 6 081,9 | 6 813,0 | 8 203,9 | 9 336,1 | 10 724,5 | 12 208,7 |
| Résultat opérationnel courant | 333,2   | 247,0   | 656,9   | 676,7   | 620,3   | 709,5   | 821,7   | 844,5   | 824,6    | 802,4    |
| Résultat net de l'exercice    | 201,9   | 128,0   | 454,3   | 170,4   | 417,6   | 507,3   | 539,7   | 563,1   | 442,4    | 56,2     |

À la suite de la fusion entre Technip et FMC en 2017, le dernier rapport financier annuel pour Technip a été publié pour l'année 2015. Un rapport intermédiaire pour Q3-2016 est toutefois disponible sur le site de TechnipFMC (archives).
À titre de comparaison, les données financières pour TechnipFMC (en dollars) sont données ci-dessous.
| Années                        | 2016   | 2017   | 2018      | 2019      |
| ----------------------------- | ------ | ------ | --------- | --------- |
| Chiffre d'affaires            | 13 756 | 15 057 | 12 552,9  | 13 409,1  |
| Résultat opérationnel courant | 657    | 680    | 1 536,8   | 1 529,4   |
| Résultat net de l'exercice    | 494    | 113    | (1 921,6) | (2 415,2) |

### Données boursières
L'action Technip est cotée au marché Euronext Paris et au marché hors cote américain. L’action Technip est classée dans trois indices attestant de ses performances dans le domaine du développement durable : le Dow Jones Sustainability Index, le Low Carbone 100 et l'ASPI Eurozone.
En additionnant dividendes et rachats d’actions, TechnipFMC est en 2017 l’entreprise du CAC40 la plus généreuse envers ses actionnaires. Elle leur a versé plus de deux fois ses bénéfices pour l’année. En 2018, l’entreprise distribue à ses actionnaires 600 millions d’euros. Son PDG américain Douglas Pferdehirt bénéficie d'un salaire annuel de plus de 11 millions d’euros, tandis que l’ancien PDG, Thierry Pilenko, a perçu une indemnité de départ de 14 millions d"euros. 
| Années                                                                        | 2008  | 2009  | 2010  | 2011  | 2012  | 2013  | 2014  | 2015  |
| ----------------------------------------------------------------------------- | ----- | ----- | ----- | ----- | ----- | ----- | ----- | ----- |
| Nombre d'actions émises en millions                                           | 109   | 109   | 110   | 111   | 113   | 113   | 114   | 119   |
| Capitalisation boursière en millions d'euros (cours de l'action à la clôture) | 2 380 | 5 400 | 7 600 | 8 040 | 9 816 | 7 941 | 5 631 | 3 452 |

## Actionnaires
Au 30 avril 2019.
| Nom                                     | %     |
| First Eagle Investment Management       | 7,24% |
| The Vanguard Group                      | 6,07% |
| SSgA Funds Management                   | 5,70% |
| Invesco Advisers                        | 4,65% |
| BlackRock Fund Advisors                 | 3,04% |
| Norges Bank Investment Management       | 1,96% |
| Platinum Investment Management          | 1,87% |
| Columbia Management Investment Advisers | 1,48% |
| Barclays Capital Securities             | 1,25% |
| Apg Asset Management                    | 1,17% |

## Principales implantations par pays
- France
- Algérie
- Angola
- Australie
- Bahreïn
- Brésil
- Brunei
- Belgique
- Pays-Bas
- Canada
- Chine
- Azerbaïdjan
- Turkménistan
- Colombie
- Égypte
- Finlande
- Allemagne
- Grèce
- Colombie
- Inde
- Indonésie
- Italie
- Malaisie
- Nigeria
- Norvège
- Nouvelle-Zélande
- Portugal
- Qatar
- Russie
- Arabie saoudite
- Singapour
- Espagne
- Thaïlande
- UAE
- USA
- Royaume-Uni
- Venezuela
- Vietnam